# Scuola di Bielefeld
La Scuola di Bielefeld fu fondata negli anni '50-'60 da un gruppo di storici tedeschi dell'Università di Bielefeld, guidati da Hans-Ulrich Wehler, Jürgen Kocka e Reinhart Koselleck che, al fine di promuovere la conoscenza della storia sociale e della storia politica mediante un approccio quantitativo e i metodi della scienze politiche e della sociologia.
La scuola spostò l'enfasi della storiografia sui fenomeni socio-culturali a scapito del contributo delle élite di leader storici, rispetto ai quali erano focalizzati gli studiosi del passato. La storia, ora intesa come "scienza sociale storica", trovò il suo principale oggetto d'indagine nella Germania del diciannovesimo e del ventesimo secolo.
La rivista scientifica di riferimento fu Geschichte und Gesellschaft: Zeitschrift fur Historische Sozialwissenschaft ("Storia e società: Rivista Storica di Scienze Sociali") , pubblicata in lingua tedesca a partire dal 1975.
La storia sociale si è sviluppata all'interno della storiografia della Germania occidentale negli anni '50 e '60 come superamento della storia nazionale screditata dal nazionalsocialismo. Fin dai primi anni '60 fu chiamata "storia della società" (Gesellschaftsgeschichte) per il tentativo di applicare alla storia tedesca la teoria sociologica e politica della modernizzazione. La teoria della modernizzazione fu presentata da Wehler e dalla Scuolo di Bielefeld come il percorso di trasformazione della storia tedesca, da una storia politica nazionale incentrata su alcuni "grandi uomini", ad una storia integrata e comparativa della società tedesca comprensiva delle strutture sociali extrapolitiche. Wehler attinse numerosi elementi la teoria della modernizzazione da Max Weber, con varie nozioni del pensiero di Karl Marx, Otto Hintze, Gustav Schmoller, Werner Sombart e Thorstein Veblen.

## Wehler e la storia sociale della Germania
Deutsche Gesellschaftsgeschichte è la storia completa della società tedesca nel diciottesimo-ventesimo secolo, pubblicata per la prima volta da Wehler nel 1987. Ognuno dei 5 volumi si avvicina ai processi storici da una prospettiva di storia sociale, organizzata con riferimento ai temi della demografia, dell'economia e dell'uguaglianza sociale. L'opera realizza una dettagliata analisi strutturale, che evidenzia la continuità storica del cambiamento nel tessuto sociale. L'analisi è corredata da numerose note e statistiche, talora dispersive, nella quale Wehler fa propri i concetti di autorità, economia e cultura di Max Weber nello sforzo di raggiungere un'idea di "storia totale".
I primi due volumi coprono il periodo che va dal feudalesimo alla rivoluzione del 1848. Il terzo volume dal titolo Von der "Deutschen Doppelrevolution bis zum Beginn des Ersten Weltkrieges 1849-1914 (1995) enfatizza la tesi del Sonderweg, di una "transizione speciale" delle terre di lingua tedesca (o dell'intero Paese) dall'aristocrazia alla democrazia, secondo una modalità unica in Europa, che fu la radice del nazismo e della catastrofe tedesca nel ventesimo secolo. Wehler collocò le origini del disastro negli anni compresi fra il 1860 e il 1870, quando la modernizzazione economica non fu corrisposta da una modernizzazione sul piano politico, lasciando nelle mani della vecchia élite rurale prussiana un solido controllo dell'esercito, della diplomazia e del servizio civile. La società tradizionale, aristocratica e premoderna avversò la forza modernizzatrice del capitalismo borghese emergente. Secondo Wehler, il tradizionalismo reazionario ancora dominava la gerarchia del potere politico, la mentalità comune e le relazioni di classe (Klassenhabitus) della Germania postbellica, impedendo di adeguare alle nuove strutture sociali il quadro delle forze in campo nell'industria, nell'economia e nella cultura.
Deutsche Gesellschaftsgeschichte: Vom Beginn des Ersten Weltkrieges bis zur Gründung der Beiden Deutschen Staaten 1914-1949 (2003) è il quarto volume della sua monumentale storia della società tedesca. In esso, la catastrofe politica del 1914 e del 1945 viene letta nei termini della storia sociale come il portato di una ritardata modernizzazione delle strutture politiche nazionali, di un tipo "classe media" e di "rivoluzione" determinanti nel dare forma alla Germania del ventesimo secolo. La storia del nazismo è identificata con il "dominio carismatico" di Hitler.
Il quinto volume, infine, è un aggiornamento storico fino agli anni '90.

## Critiche e influssi

### Richard Evans
Lo storico britannico Richard John Evans riconobbe le radici della Germania dei primi del XX secolo nel fallimento della rivoluzione borghese del '48. in questo, si distanziò dalla Scuola di Bielefeld.
Nel '78, diresse la pubblicazione di una collana di saggi dal titolo Society And Politics in Wilhelmine Germany, a cura di un gruppo di giovani storici britannici che si riconoscevano nelle idee del New Left, e che cercarono di esaminare la storia della Germania imperiale con un approccio "dal basso", contrapposto a quello top-down della Scuola di Bielefeld. Il gruppo mise in risalto il ruolo della classe operaia, "l'importanza delle radici della politica, della vita quotidiana".

Insieme agli storiografi Geoff Eley e David Blackbourn, Evans sostenne che il nazionalsocialismo fu un precursore dei tempi moderni per la mobilitazione e la "riconfigurazione" delle masse. 

Secondo Evans, il Terzo Reich fu impegnato in un imponente progetto di ingegneria sociale, sua del corpo che dello spirito, il quale non vide limiti nella penetrazione dell'anima e del corpo dell'individuo, pur di riconfigurarli all'interno di una massa coordinata, che muove percepisce come un corpo solo»). La paura e l'uso della forza furono parte integrante di questo processo di persuasione individuale e collettiva.

### Anni '80
A partire dagli anni '80 aumentarono le critiche mosse alla scuola di Bielefeld dagli storici e dai sostenitori della "svolta culturale", secondo i quali essa avrebbe ignorato il fattore culturale nella storia della società, riducendo la politica alla società e gli individui alle strutture. La scuola di Bielefeld avrebbe invertito le posizioni tradizionali (come Marx con Hegel): il tradizionale focus sugli individui divenne una moderna attenzione alle strutture, mentre la tradizionale comprensione empatica fu sostituita da una moderna spiegazione causale.

Kocka ha rispose che la storia sociale è diventata così pervasiva, da aver perso la sua posizione di avanguardia nel campo della storiografia, affermando che "nel frattempo, approcci, punti di vista, argomenti e risultati degli storici sociali sono stati accettati e incorporati da molti altri storici che non si definiscono in questo modo...La storia sociale ha penetrato con successo i suoi avversari". Kocka dichiarò di attendere un ritorno alla storia sociale, ma questa volta con più elementi culturali e linguistici.